# Configuration de Hesse

La configuration de Hesse, avec quatre de ses droites (les quatre diagonales brisées du réseau de points 3×3) dessinées comme des courbes

En géométrie, la configuration de Hesse est une configuration de 9 points et 12 droites ayant trois points par droite et quatre droites passant par chaque point. Elle peut être réalisée dans le plan projectif complexe comme l'ensemble des points d'inflexion d'une courbe elliptique, mais elle n'a pas de réalisation dans le plan euclidien. Cette configuration a été introduite par Colin Maclaurin et étudiée par Ludwig Otto Hesse ; elle est également connue sous le nom de géométrie de Young en raison des travaux ultérieurs de John Wesley Young sur la géométrie finie,.

## Description
La configuration de Hesse a les mêmes relations d'incidence que les droites et les points du plan affine sur le corps à 3 éléments. Autrement dit, les points de la configuration de Hesse peuvent être identifiés à des couples d'entiers modulo 3 et les droites peuvent être identifiées de manière correspondante aux couples (x, y) solutions d'une équation linéaire ax + by = c (mod 3). On peut également identifier les points de la configuration aux cases d'un plateau de morpion, et les droites aux droites et aux diagonales brisées du plateau.
Chaque point appartient à quatre droites : dans l'illustration du morpion, ce sont une droite horizontale, une verticale et deux diagonales (éventuellement brisées). Chaque droite contient trois points. Dans le langage des configurations, la configuration de Hesse a la notation 94123, ce qui signifie qu'il y a 9 points, 4 droites par point, 12 droites et 3 points par droite.
La configuration de Hesse possède 432 symétries. Autrement dit, son groupe d'automorphismes est d'ordre 432 : c'est le groupe affine {\displaystyle \mathrm {GA} _{2}(\mathbf {F} _{3})\simeq \mathbf {F} _{3}^{2}\rtimes \mathrm {GL} _{2}(\mathbf {F} _{3})}. Il admet pour sous-groupe d'ordre deux le groupe hessien (en) (nom attribué par Camille Jordan).

## Configurations associées
En supprimant de la configuration de Hesse un point quelconque et les quatre droites qui le contiennent, on obtient une autre configuration de type 8383 connue sous le nom de configuration Möbius-Kantor (en),,.
Dans la configuration de Hesse, les 12 droites peuvent être regroupées en quatre triplets de droites parallèles (non sécantes). En retirant de la configuration de Hesse les trois droites appartenant à un triplet donné, on obtient une configuration de type 9393, la configuration de Pappus,.
Inversement, la configuration de Hesse peut être agrandie en ajoutant quatre points, un sur chaque triplet de droites non sécantes, et une droite contenant les quatre nouveaux points. On obtient ainsi une configuration de type 134134 qui est l'ensemble des points et des droites du plan projectif sur le corps à trois éléments.

## Réalisabilité
La configuration de Hesse peut être réalisée dans le plan projectif complexe comme les 9 points d'inflexion d'une courbe elliptique et les 12 droites passant par des triplets de points d'inflexion. Si neuf points du plan complexe sont les points d'inflexion d'une courbe elliptique C, ce sont aussi les points d'inflexion de toutes les courbes du pinceau engendré par C et par la courbe hessienne de C, appelé le pinceau de Hesse (en).
Le polyèdre hessien (en) est une représentation de la configuration de Hesse dans le plan complexe.
La configuration de Hesse partage avec la configuration de Möbius-Kantor la propriété d'avoir une réalisation complexe mais de ne pas être réalisable par des points et des droites dans le plan euclidien. Dans la configuration de Hesse, deux points quelconques appartiennent à une même droite de la configuration (cette propriété définit les configurations de Sylvester-Gallai (en)). Une réalisation dans le plan euclidien contredirait le théorème de Sylvester-Gallai, qui exprime que tout ensemble fini de points pour lequel la droite passant deux points quelconques contient un autre point de l'ensemble est contenu dans une droite. Cette configuration montre au passage que le théorème de Sylvester-Gallai ne peut pas être généralisé au plan projectif complexe. Cependant, dans les espaces complexes, la configuration de Hesse et toutes les configurations de Sylvester-Gallai sont contenues dans un plan.